# Chiesa di Sant'Ambrogio (Faggeto Lario)
La chiesa di Sant'Ambrogio è un edificio di culto cattolico situato a Palanzo, nel territorio comunale di Faggeto Lario, in provincia di Como. La chiesa è sede della parrocchia locale.

## Storia
Fino al 1240 alle dipendenze dell'arcidiocesi di Milano e, successivamente, della pieve di Nesso, l'attuale chiesa fu ricostruita nel primo trentennio del XVII secolo. I lavori, già avviati nel 1605, si conclusero prima della riconsacrazione dell'edificio, avvenuta il 30 agosto 1635.
Il campanile, risalente al XVI secolo, fu costruito riutilizzando parte dei materiali che componevano la torre del vicino castello di Palanzo. Allo stesso secolo risalgono le prime attestazioni dell'attuale dignità di chiesa parrocchiale.

## Descrizione

### Interno
Internamente, la chiesa ospita una tela del XIX secolo raffigurante il santo titolare, oltre a una tela seicentesca del Morazzone avente come tema una Crocefissione con Maria Maddalena tra i santi Ambrogio e Carlo (1623). Quest'ultimo quadro, un tempo collocato L'altare maggiore, opera del marmista Gerolamo Sochi di Stabio, è del 1778. Al primo Seicento risale invece l'altare oggi collocato nella cappella intitolata alla Madonna del Rosario, il quale, al momento della riconsacrazione della chiesa, si trovava invece sul presbiterio con funzione di altare maggiore. Dai primi del Novecento, la stessa cappella ospita una raffigurazione della Madonna Assunta, opera collocata in sostituzione di una precedente statua del XVII secolo che, invece, raffigurava la Madonna del Rosario.